# Siemens Digital Industries Software
Siemens Digital Industries Software (anciennement UGS qui vient de Unigraphics Solutions Inc. puis Siemens PLM Software) est une entreprise spécialisée sur le marché des logiciels 3D et des solutions PLM.
Ses produits phares sont NX, un logiciel de CAD/CAM/CAE, la suite de logiciels Teamcenter, une série de logiciels apportant un soutien pour la conception et le développement de produits ainsi que pour la collaboration inter et intraentreprise.
Le 25 janvier 2007, Siemens AG rachète UGS pour 3,5 milliards de dollars. La compagnie sera adossée au groupe Automation & Drive de Siemens. Son siège social se déplace de la Californie vers le Texas.